# Lange Jacob
Lange Jacob (Sneek, ca.1660 – aldaar) is een figuur uit de Nederlandse stad Sneek. Hij was bekend vanwege zijn lengte.
Jacob wordt beschreven in de Geschiedkundige kroniek van Eelco Napjus. Hij woonde aan de Nauwe Noorderhorne in het begin van de zeventiende eeuw en kon zijn handen op alle luifels in de straat leggen. Volgens de kroniek was hij op 40-jarige leeftijd acht voet hoog, wat een lengte inhoudt van 244 centimeter. De man heeft zich indertijd laten gebruiken voor vermaak op kermissen en volksfeesten en trok geïnteresseerden van ver buiten de stad.
In Sneek ging een vers rond over Lange Jacob:
'k ben Jacob buiten groot, en onbesluist van Leden,

Dog binnen is't Gedarmt, en maag ook groot en wijd;

Dus als mij Spijs en Wijn, (vereenigd) tegen treden,

Blijf ik verwinnaar, en, zij sneuvelen in den Strijd.
Opmerkelijk is dat Jacob was getrouwd met een dwerg, Kleine Jannetje. Zij was 91 centimeter lang.
Jacob overleed in Sneek en ligt begraven op het Oud-Kerkhof.